# Zvolený prezident
Zvolený prezident je označení osoby zvolené do úřadu prezidenta, která ještě nesložila slib opravňující jej převzít a ujmout se jeho výkonu. V mezidobí od zvolení do složení slibu zastává úřad stávající prezident. Pokud je úřadující prezident znovuzvolen, pak se toto pojmenování nepoužívá. 

## Charakteristika
Termín spojený s mezidobím předání funkce prezidenta nově zvolené osobě je používán v politickém prostředí, stejně jako v dalších oblastech, například ve vědeckých organizacích. Příkladem zemí, v nichž je pojem využíván v souvislosti s mandátem nejvyššího ústavního činitele jsou Česká republika (Zvolený prezident), Ruská federace (Избранный президент), Spojené státy americké (President-elect), Francie (Président élu či Président désigné) nebo Polsko (Prezydent elekt).
V České republice je podle čl. 56 Ústavy prezident zvolen již získáním dostatečného množství hlasů ve volbách, ale úřadu se podle čl. 55 a 59 ujímá až složením slibu do rukou předsedy Senátu na společné schůzi obou komor Parlamentu.
Ve Spojených státech amerických zkrátil XX. dodatek Ústavy (1933) přechodné období nově zvoleného prezidenta. Do té doby skládala hlava státu slib 4. března. Dodatek za nové datum určil 20. leden ve 12 hodin. Prvním státníkem, jenž složil přísahu na základě dodatku byl Franklin Delano Roosevelt v roce 1937.